# Соколувский повет
Соколувский повет (пол. Powiat sokołowski) — повет (район) в Польше, входит как административная единица в Мазовецкое воеводство. Центр повета — город Соколув-Подляски. Занимает площадь 1131,42 км². Население — 61 214 человек (на 2005 год).
Состав повята:
- города: Соколув-Подляски, Косув-Ляцки
- городские гмины: Соколув-Подляски
- городско-сельские гмины: Гмина Косув-Ляцки
- сельские гмины: Гмина Соколув-Подляски, Гмина Стердынь, Гмина Репки, Гмина Беляны, Гмина Яблонна-Ляцка, Гмина Сабне, Гмина Церанув

## Демография
Население повета дано на 2005 год.
| Перепись            | Всего  | Всего | Женщины | Женщины | Мужчины | Мужчины |
| ------------------- | ------ | ----- | ------- | ------- | ------- | ------- |
|                     | чел.   | %     | чел.    | %       | чел.    | %       |
| Всего               | 61 214 | 100   | 30 937  | 50,6    | 30 277  | 49,4    |
| Городское население | 21 638 | 100   | 11 260  | 52,1    | 10 378  | 47,9    |
| Сельское население  | 39 576 | 100   | 19 677  | 49,7    | 19 898  | 50,3    |